# Ante Jurjević Baja
Ante Jurjević Baja (Split, 6. rujna 1915. – Split, 19. prosinca 2001.) bio je hrvatski antifašist, narodni heroj i visoki partijski funkcionar u socijalističkoj Hrvatskoj i Jugoslaviji.

## Djetinjstvo i mladost
Rođen je u Splitu 6. rujna 1915. godine, kao jedno od petero djece u obitelji Marina Jurjevića zvanog Baja (1889. – 1959.) i Vinke Jurjević (rođene Draganja, 1893. – 1969.). Djetinjstvo je proveo u Velom varošu, predjelu Splita, te je sam naveo kako mu je cijelo djetinjstvo i mladost obilježilo siromaštvo. Njegov je otac bio pristaša HSS-a i Stjepana Radića, čiju su sliku imali istaknutu u kući. Kao devetnaestogodišnjak, 1934. godine postaje skojevac, a od 1939. godine član je KPJ. Kao izučeni automehaničar i zaposlenik Direkcije pomorskog sadržaja, bio je zadužen za rad partijskih organizacija na željeznici, u pomorskom prometu u luci. 

## Drugi svjetski rat
Bio je sudionik partizanskog pokreta od 1941.godine. Sudjelovao je nakon početka partizanskog ustanka u organizaciji sabotaža i diverzija te oružanih napada bombama i pištoljima u Splitu. Komunisti i skojevci kojima je on rukovodio zapalili su u luci velike trgovačke brodove "Niko Matković" i "Palermo" te skladište na obali. Krajem prosinca 1941. godine postao je sekretar Mjesnog komiteta Komunističke partije Hrvatske Split.
Talijani ga uspijevaju otkriti i uhititi 6. veljače 1942. godine, zajedno s Ivanom Lučićem-Lavčevićem. Navodno nakon uhićenja nije ništa odao o svojim suborcima usprkos mučenju. Suborci uspijevaju organizirati njegov bijeg iz zatvora 2. rujna 1942. godine, kada se on pridružuje partizanima. Na području Livna u listopadu 1942. godine teško je ranjen. Nakon oporavka radi kao partijski instruktor u Livnu i Kninu. Od travnja 1943. godine zamjenik je političkog komesara Štaba grupe NOP-odreda za Dalmaciju. U srpnju te godine postaje sekretar Okružnog komiteta KPH za srednju Dalmaciju, u kolovozu član Biroa Oblasnog komiteta KPH za Dalmaciju, potom od 1. rujna organizacijski sekretar istog Oblasnog komiteta. Od kolovoza 1944. godine član je i Izvršnog odbora Oblasnog NOO-a (to nije bilo tijelo Komunističke partije, nego tijelo civilne vlasti u sastavu ZAVNOH-a) za Dalmaciju.
Iako je ZAVNOH bio krajem 1944. godine još uvijek višestranački organiziran, Ante Jurjević Baja se odlučno zauzima za marginalizaciju HSS-ovih kadrova i za ubrzano preuzimanje cjelokupne vlasti u Narodno-oslobodilačkim odborima u ruke KPH.

## Politička karijera u socijalističkoj Jugoslaviji
Poslije završetka Drugog svjetskog rata Baja je bio "strah i trepet" Splita, bio je prvi čovjek Dalmacije više od četiri desetljeća, ali mu mnogi odaju zasluge za splitsku brodogradnju i asfaltiranje dalmatinske zagore.
Godine 1944. angažiran je u kadrovskoj politici OZN-e, a potom i u UDBA-i. Bio je organizacijski sekretar Gradskog komiteta (GK) KPH u Zagrebu i sekretar GK KPH u Rijeci. Bio je imenovan pomoćnikom ministra industrije u Vladi NRH Direktor Direkcije brodogradilišta i generalni direktor Brodogradilišta Split. Bio je član Centralnog komiteta (CK) KPH / SKH i CK SKJ-u.   
U intervjuu u Feral Tribuneu, Baja je naveo kako je jednom prilikom, 1948. u vrijeme IB-a, bio na sprovodu jednom istaknutom prijeratnom HSS-ovcu, Domiliju Katunariću, te ga nije bilo briga što su na sprovodu bili svećenici, ali je tada kružila glasina kako pristaše IB-a nemaju hrabrosti istupiti iz Partije, tako da onda idu u Crkvu, kako bi bili izbačeni, te su iz općinskog komiteta po nalogu Jure Bilića poslali jednog člana Partije da ga ide uhoditi, te ga je Baja prozreo, da bi ovaj potom otišao natrag u komitet kako bi ga denuncirao, ali je za njim došao i Baja, te su se oni u komitetu, navodi dalje Baja, prepali da ima pištolj, te su se sakrili ispod stola. U to je vrijeme sa sobom nosio pištolj, čak je naveo, kako je razmišljao počiniti samoubojstvo, ali je odustao zbog obitelji, jer kako će oni živjeti sa stigmom oca IB-ovca. Tada je bio sastanak CK na kojem je prisustvovao Vladimir Bakarić, te je Baja iznio svoj stav, te mu je Bakarić uzvratio povjerenjem i Baja je tada bio primljen u CK KPH, kasnije u CK KPJ, te je ostao u oba CK sve dok se nisu raspali.   

U tom je vremenu, između ostaloga i predsjednik Hajduka od 17. studenog 1949. do 30. prosinca 1950. godine, te ponovo od 1984. do 1986. godine. Dana 27. studenoga 1953. proglašen je za narodnog heroja, čime mu je u takvom sustavu osiguran paktično "besmrtnički" status osobe čiji se savjet može smatrati naređenjem "narodne vlasti". Tako je poznato da je mogao naći zaposlenje svakome, iako se on sam, niti njegova obitelj nisu pretjerano materijalno okoristili. 
"Ante Jurjević stvorio je današnji splitski škver i možemo mu najviše zahvaliti na činjenici što radnik škvera može s ponosom reći gdje radi. Neprocjenjiva je uloga šjor Ante u izrastanju splitskog škvera iz ratnih ruševina u respektabilnu tvrtku na svjetskom tržištu. Prvi čovjek Brodosplita je posebno naglasio da je Ante Jurjević u škver dovodio stručne kadrove po načelu stručnosti i znanja, a ne političke podobnosti. Iako nije bio brodograđevni stručnjak, šjor Ante je entuzijazmom i energijom rođenog Splićanina osnažio škver." (Vinko Rosić o Anti Jurjeviću Baji)  
U svom intervjuu u Feral Tribuneu, Baja je naveo kako su, kad je on bio direktor splitskog brodogradilišta, Rusi, odnosno Sovjetski Savez, forsirali Srbiju, samo kako bi po njegovom viđenju, izašli preko Boke kotorske, na Jadran, te su tako forsirali Bijelu (naselje u sastavu Herceg Novog) u Crnoj Gori, kako bi se tamo gradili njihovi brodovi, ali im to Baja nije dozvolio, te su brodove morali graditi u brodogradilištima u Splitu, Trogiru i Puli.
Jednom je prilikom kod Tita rehabilitirao legendarnog nogometaša, kapetana Hajduka Franu Matošića, koji je jednom prilikom udario nogometaša Crvene zvezde Branka Stankovića te je zbog tog čina, navodno nacionalističkog, bio odmah izbačen iz Partije. Negdje u tom je vremenu Ante Jurjević Baja pomogao i zaposlio bivšeg političkog zatvorenika, a kasnije istaknutog člana splitskog HDZ-a, Zvonimira Markotića, početkom šezdesetih, kada ovaj, nakon izlaska iz zatvora, nije mogao naći stalno zaposlenje.
 

U vrijeme nakon sloma hrvatskog proljeća Baja je pomogao kasnijem političkom emigrantu i svojem rođaku Damiru Petriću, kod izlaska iz zatvora. Baja je do kraja 1970-ih bio vrlo značajan u rastu i razvoju Splita, naročito u stambenoj izgradnji, izgradnji bolnice, obnovi splitskog HNK, zatim brodogradnji i razvoju pomorstva, a posebice je kao predsjednik Fonda za Zagoru zaslužan za asfaltiranje tamošnjih prometnica koje su taj dio dalmatinske Zagore približile Splitu. U intervjuu objavljenom u Feral Tribuneu, Baja navodi:
"A ko nas je prevario nego Vlaji? Ja san in elektrificira Zagoru, uveja vodu, učinija ceste... Otkako je došla Hrvatska niko mi se nije javija. Samo mi je jedan seljak doša i reka da dođen kod njega, da će mi janjca ispeć. Nisan tija da bidni čovik zbog mene nema probleme. A, vidiš, puno cjenin Imoćane. Ta je krajina dala najviše španski boraca, najviše partizana i najviše ustaša. Šta ćeš, teško su živili pa su tražili izlaz u svakome sistemu. A svaki ih je prevario!"
Bio je tvrdi komunist uvijek na Titovim pozicijama, pa je i nakon hrvatskog proljeća 1971. godine, kad su iz političkog života uklonjeni Savka Dapčević Kučar i Miko Tripalo, s obzirom da je predstavljao Titovu struju, Baja je tada bio postavljen za predsjednika Općinskog komiteta SKH. U slučaju Gorana Dodiga naveo je kako mu je Dodig došao jer nakon sloma hrvatskog proljeća i odsluženja zatvorske kazne nije mogao naći medicinsku specijalizaciju, pitajući Baju zna li tko je on; Baja mu odgovara da zna da je iz Budišine i Čičkove grupe, ali kako on ne dijeli ljude po politici pa intervenira kod splitskog psihijatra dr. Borbena Uglješića da se Dodigu riješi specijalizacija iz psihijatrije.
"Uz Miljenka Smoju, Ante Jurjević Baja još je za života sebi izgradio spomenik svojim radom, čašću i poštenjem. Iako je u škveru upravljao milijardama dolara, on je živio vrlo skromno, čak i na granici siromaštva, zbog čega smo ga i voljeli!" (Ante Jelaska o Anti Jurjeviću Baji)
Nakon Titove smrti, kao zaslužni i narodni heroj ušao je u članstvo Savjeta SFRJ, a do sredine osamdesetih godina prošlog stoljeća, odbijajući otići u mirovinu, bio je siva eminencija Splita. Bio je čest gost brojnih manifestacija SUBNOR-a itd.

Navodno su u redovima pripadnika hrvatske emigracije bili pripremali atentat na Baju, čak su i pronašli atentatora, te je njemu sredinom šezdesetih godina prošlog stoljeća bilo naloženo da ubije Baju, ali je nakon razgovora s drugim emigrantima odustao, jer su zaključili da ako ubiju Baju, kako bi tada na čelo Splita mogao biti postavljen neki Crnogorac ili Srbin, te je taj emigrant, devedesetih u Splitu izjavio:
"Prije je Splitom vladao jedan B - Baja, a danas gradom drma pet B - bezdušna, bezkarakterna, bezbožna balkanska bagra".

## Kontroverze
U vremenima devedesetih, mnogi su Baji spočitavali obračune s političkim neistomišljenicima, kako je sudjelovao u odmazdama nakon oslobađanja Splita, u egzekucijama na Lovrincu itd. Ostaje činjenica da je on došao u Split, nekoliko dana nakon oslobođenja, u listopadu 1944.godine.

Iz vremena Drugog svjetskog rata, nakon ljeta 1944. godine provlači se nerazjašnjena odgovornost za likvidacije Hrvata na područja Dubrovnika 1944.; glasovito je njegovo pismo pisano u Dubrovniku 25. listopada 1944., u jeku smaknuća na Daksi. U njemu Jurjević izrijekom priznaje da su ljudi pobijeni bez suda i istraga, bez ikakva utvrđivanja relevantnih činjenica, tek na temelju partizanskih dojava. On također ocjenjuje postupak prema «narodnim neprijateljima«, osobito svećenicima: «bilo kako bilo ubit ih se mora». Rečenica iz pisma, pisanog rukom:
Na otoku Daksi pokraj Dubrovnika, u razdoblju od 24. do 26. listopada 1944., bila su vršena smaknuća nekoliko desetaka osoba iz Dubrovnika, mahom Hrvata, riječ je bila uglavnom o uglednim intelektualacima i svećenicima. Smaknuća su se vršila bez suda, a javnost je o tome bila obaviještena putem oglašavanja na javnim plakatima, na kojima su žrtve bile prikazane kao “ustaše”, “ustaški suradnici”, “suradnici okupatora” i sl. Slični obračuni s političkim protivnicima su se nastavili u vremenu koje je dolazilo, često se nije uopće radilo o pripadnicima ustaškog pokreta i vojske NDH, nego o lokalnim činovnicima, pristašama HSS-a, koji su u jeku ratnih zbivanja, nastavili obnašati svoje činovničke dužnosti.
Po pitanju oslobođenja Dubrovnika, Baja je naveo kako je prvo što je tada učinio, bilo da je postavio stražu u gradskoj knjižnici i tako zaustavio 4.crnogorsku brigadu, sastavljenu mahom od bivših četnika, čiji su borci namjeravali oplačkati knjižnicu. Za Daksu je izjavio kako on osobno nikome nije sudio, niti je bio na suđenju, a niti ne zna tko im je bio sudac, ali je znao da se nekima nije sudilo. Naveo je primjer plakata na kojem je bilo navedeno trinaest osoba, te je na njemu vidio ime bivšeg vaterpolista Ciganovića - nakon njegove intervencije i raspitivanja zašto tom čovjeku sude, Ciganovićevo ime je bilo maknuto s liste. Jurjević je tvrdio kako ni za Daksu, niti za Koručulu (likvidacije koje su se dogodile na lokaciji između Blata i Vele Luke) nije znao niti je imao s tim bilo kakve veze.

## Odlikovanja
Bio je nositelj više odlikovanja i medalja u socijalističkoj Jugoslaviji. Narodnim je herojem proglašen i odlikovan 27. studenoga 1953., bio je nositelj Partizanske spomenice 1941., a nositelj je i Ordena junaka socijalističkog rada za što je proglašen i odlikovan 7. studenog 1976. godine. Imao je još desetak istaknutih odlikovanja iz toga razdoblja.

## Odlazak iz politike i smrt
Krajem osamdesetih se povlači iz politike. Raspad bivše države i demokratske promjene u Hrvatskoj dočekuje kao umirovljenik, živi povučeno, izvan političkog života, ostavši dosljedan svemu što je radio u bivšem, jugoslavenskom sistemu.
"Ja san komunista i to ću i ostat. Ničega se ne želin odricat, a najmanje svojega komandanta, druga Tita. S Titon san živija, s njin ću i umrit. A najviše se gadin ovi konvertiti. Ča je Bernardo Jurlina? Zato ja poštujen Marka Veselicu. S njin se ne moran slagat, ali čovik svojon dosljednošću zaslužuje rišpet!"
Jednom prilikom, devedesetih godina prošlog stoljeća, kada je završio u bolnici, u Splitu, njegova je kćerka otišla kod dr. Dodiga, kojem je Baja ranije pomogao da nađe specijalizaciju, te ga je obišla Bajina kćerka, ali im je ovaj odbio pomoći. Prema Bajinim kazivanjima u intervjuu Feral Tribuneu, kada je Franjo Tuđman prvi put došao u Split, navodno je bio rekao kako "Split više neće biti Bajina bašta!" Da bi prilikom drugog posjeta izjavio: "bye, bye Baja!" U vremenima Domovinskog rata, spominjale su se čak neke liste za odstrijel, pa su čak govorili kako Baja ne bi smio hodati po Marjanu, da bi ga od mogućih neugodnosti i progona, na jednoj sjednici uprave Hajduka zaštitio Nadan Vidošević, rekavši pritom: "Nemojte na Baju, niste Vi valjda veći Hrvati od njega?! On se pošteno tukao za svoj narod protiv fašista!"
Umro je u Splitu, 19. prosinca 2001., u osamdesetšestoj godini života. Pokopan je 23.prosinca 2001. na splitskom gradskom groblju Lovrincu. Uz članove obitelji, prijatelje i brojne Splićane od Ante Jurjevića Baje oprostili su se Vinko Rosić, predsjednik Uprave Brodosplita i Ante Jelaska u ime sudionika NOB-a. Klapa Šufit otpjevala je uz njegov grob pjesmu Jakše Fiamenga "Sutra će te njih šest ponit među ruke". 